# کریستیان (بازیگر پورنوگرافی)
کریستیان (انگلیسی: Christian XXX؛ زادهٔ ۸ مهٔ ۱۹۷۴) بازیگر پورنوگرافی اهل ایالات متحده آمریکا است.